# Gary Clively
Gary Clively (né le 24 juillet 1955 à Brisbane) est un ancien coureur cycliste australien, professionnel de 1975 à 1977 puis de 1988 à 1991. Il fut notamment champion d'Australie sur route en 1989.

## Palmarès
- 1975
  - 2e étape du Tour du Frioul
  - 1re étape du Tour de la Vallée d'Aoste
  - Trophée Mauro Pizzoli
  - 2e du Grand Prix de la ville de Camaiore
  - 4e du championnat du monde sur route amateurs
- 1976
  - 2e du Grand Prix de la ville de Camaiore
  - 3e du Tour de la province de Reggio de Calabre
  - 3e de Sassari-Cagliari
  - 8e de la Semaine catalane
- 1977
  - 7e du Tour d'Espagne
- 1989
  -  Champion d'Australie sur route
  - Rob Vernon Memorial
  - Midlands Tour :
    - Classement général
    - Prologue
- 1990
  - Musicka Memorial
  - Midlands Tour :
    - Classement général
    - Prologue

## Résultats sur les grands tours

### Tour d'Italie
- 1976 : 44e

### Tour d'Espagne
- 1977 : 7e